# Kloster Munkeby
Das Kloster Munkeby ist ein ehemaliges Zisterzienserkloster in Norwegen. Es war das nördlichste Zisterzienserkloster auf der Erde.

## Lage
Die Klosterruine liegt bei Okkenhaug in der norwegischen Kommune Levanger in Trøndelag, nordöstlich von Trondheim.

## Geschichte

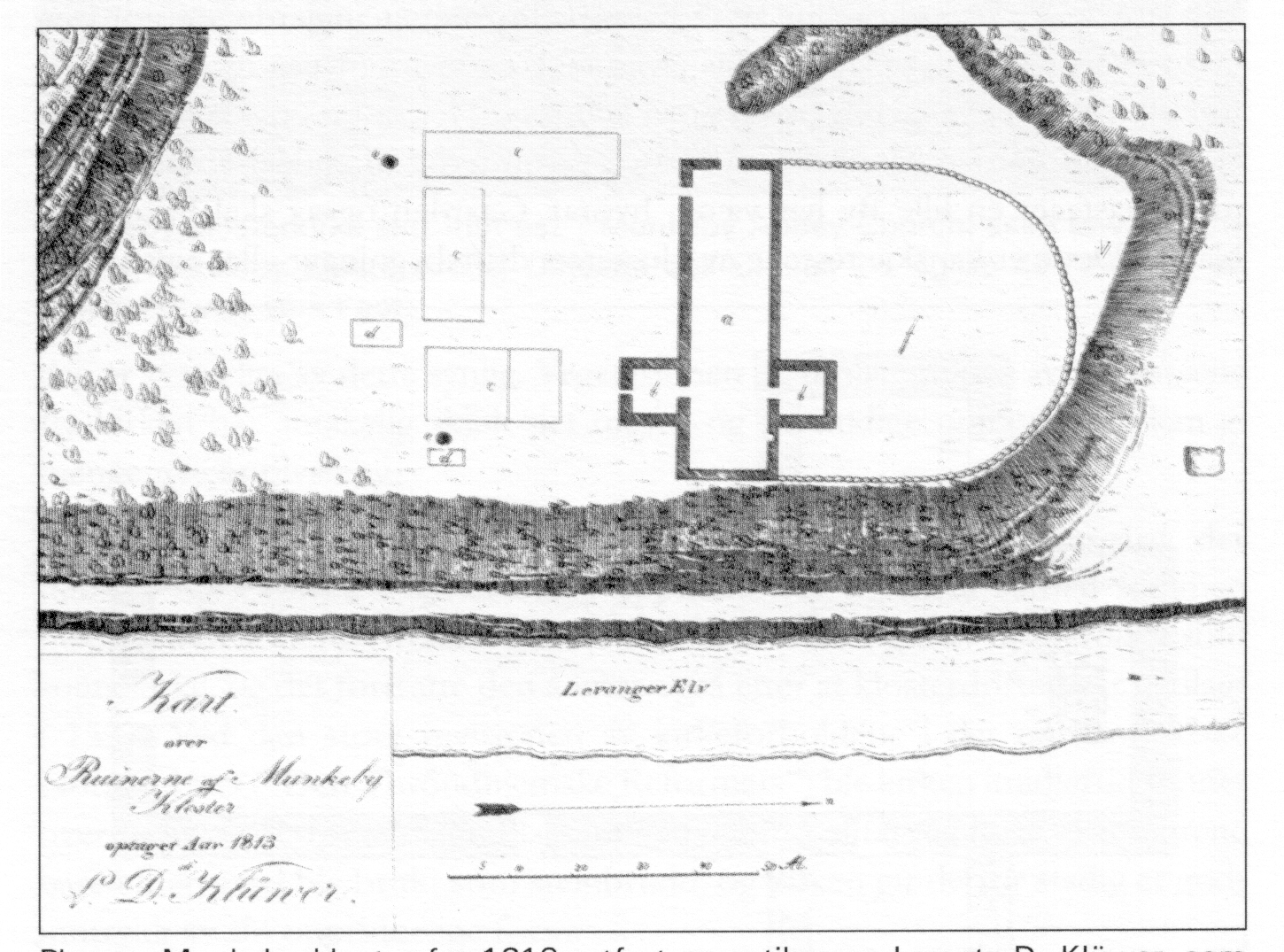
Plan von Munkeby aus dem Jahr 1813

Das Kloster wurde wohl um 1150, spätestens 1180, als es erwähnt wird, gegründet und wohl 1207 nach dem nahegelegenen Kloster Tautra (auch Tutterø) verlegt, als dessen Grangie es später aufscheint. Es geht möglicherweise auf Lysekloster aus der Filiation von Clairvaux über Fountains Abbey in England zurück. Ein Versuch, das Kloster um 1470 wiederzubeleben, scheiterte. Das Kloster ist 1567 abgebrannt.

## Bauten und Anlage

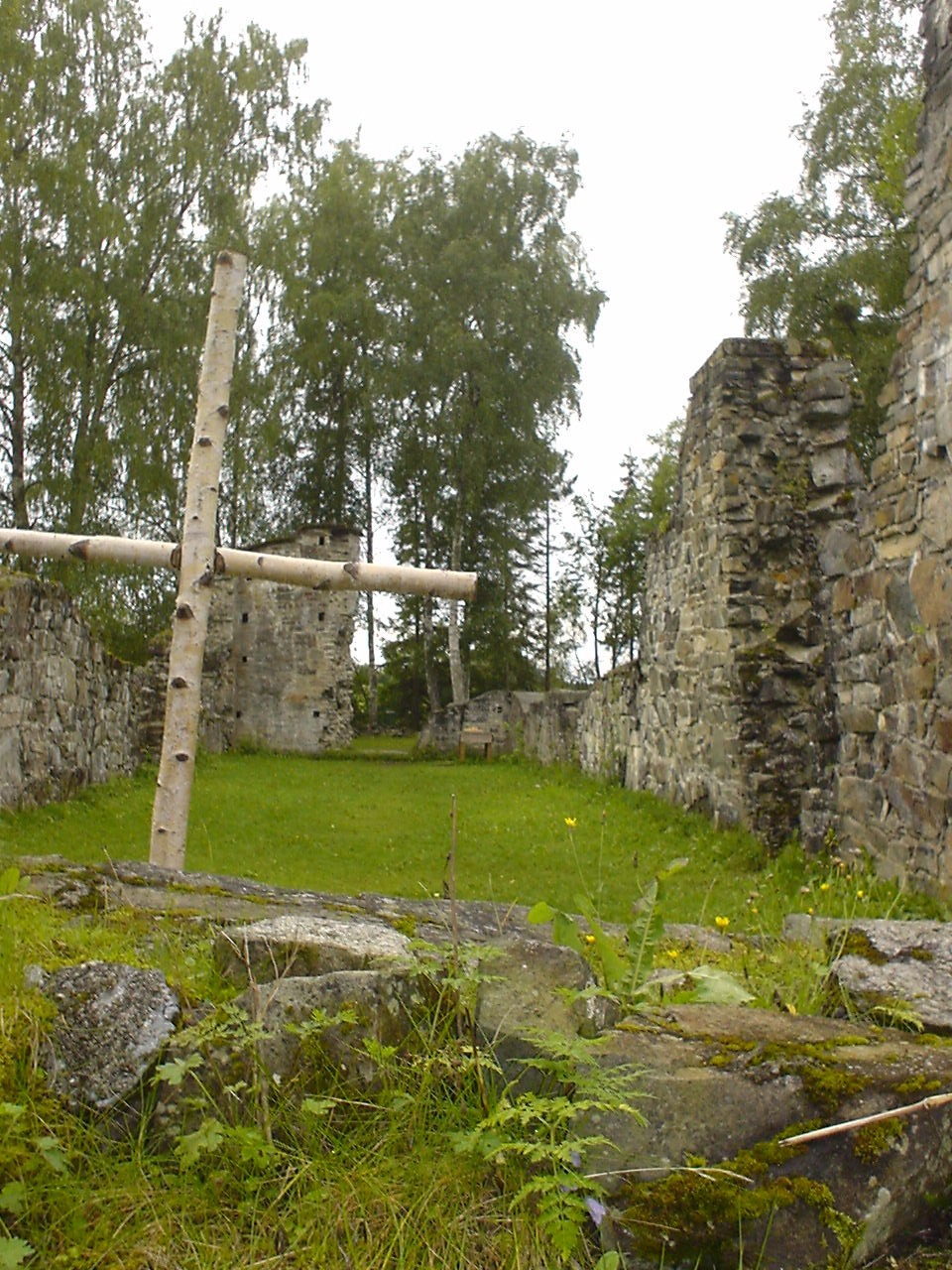
Kirchenruine von Osten

Die in den Außenmaßen zirka 34 mal 10 Meter große, der hl. Brettiva geweihte Kirche diente bis 1589 als Pfarrkirche. Die bestehende Kirchenruine hat ein Langhaus und einen Chor mit Seitenkapellen auf beiden Seiten des Chors. Die Außenmauern sind bis zur Höhe von 1 bis 2 Meter erhalten. Die Kirche wurde später als Steinbruch genutzt. Die Klostergebäude waren aus Holz. Im Jahr 1910 fanden Ausgrabungen statt. Die Ruine steht seit 1967 im Eigentum der norwegischen Denkmalschutzvereinigung (Fortidsminneforeningen).

## Neugründung
Im Jahre 2007 beschloss das Haupthaus Kloster Cîteaux in Frankreich, ein neues Kloster in Munkeby zu gründen, die erste Neugründung in den letzten 500 Jahren. Ein Gästehaus ist fertiggestellt und befindet sich ungefähr 1,5 km von der mittelalterlichen Ruine. Vier französische Mönche zogen dort im Herbst 2009 ein. 2023 weihte Bischof Erik Varden OCSO die Klosterkirche St. Marien ein.